# Feurs
Feurs [fœʁ]  est une commune française située dans le département de la Loire, en région Auvergne-Rhône-Alpes.
Ses habitants sont appelés les Foréziens et Foréziennes.

## Géographie

### Localisation

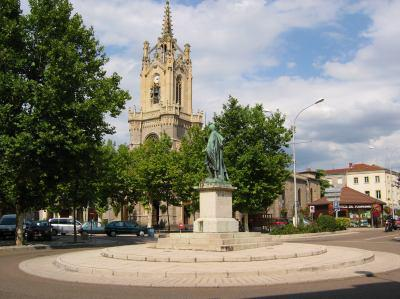
Feurs avec au premier plan
la statue de Michel Combes

Feurs est située au centre de la plaine du Forez, dans le département de la Loire. Elle est l'ancienne capitale historique du Forez auquel elle a donné son nom.
Par la route, sa sous-préfecture Montbrison est à 23 km au sud-ouest,
sa préfecture Saint-Étienne à 46 km au sud
et Roanne à 41 km au nord.
La ville est en rive droite (côté est) de la Loire, à la confluence de son affluent la Loise.

### Communes limitrophes
Les communes limitrophes sont Valeille, Chambéon, Civens, Cleppé, Poncins, Saint-Laurent-la-Conche, Salt-en-Donzy et Salvizinet.
| Cleppé   | Civens                  | Salvizinet    |
| Poncins  | Feurs                   | Salt-en-Donzy |
| Chambéon | Saint-Laurent-la-Conche | Valeille      |

### Hydrographie
La commune est à cheval sur la Loire, qui la traverse du sud au nord. La vallée de la Loire est à cet endroit parsemée de nombreux étangs, notamment au sud de la ville (dont l'étang de la Gravière en bord de Loire, alimenté par le Garollet qui vient de Saint-Martin-Lestra, ainsi que l'étang des Grands Prévoriaux et l'étang des Sables alimentés par un réseau dense de petits chenaux) ; mais aussi à l'est (étang du Palais, alimenté par le ruisseau du Montceau et par un affluent de la Loise) et au nord-est (étangs de la Goutte Fougère).
La Loise, qui vient de l'est, conflue avec la Loire sur la limite nord de la commune avec celle de Civens.

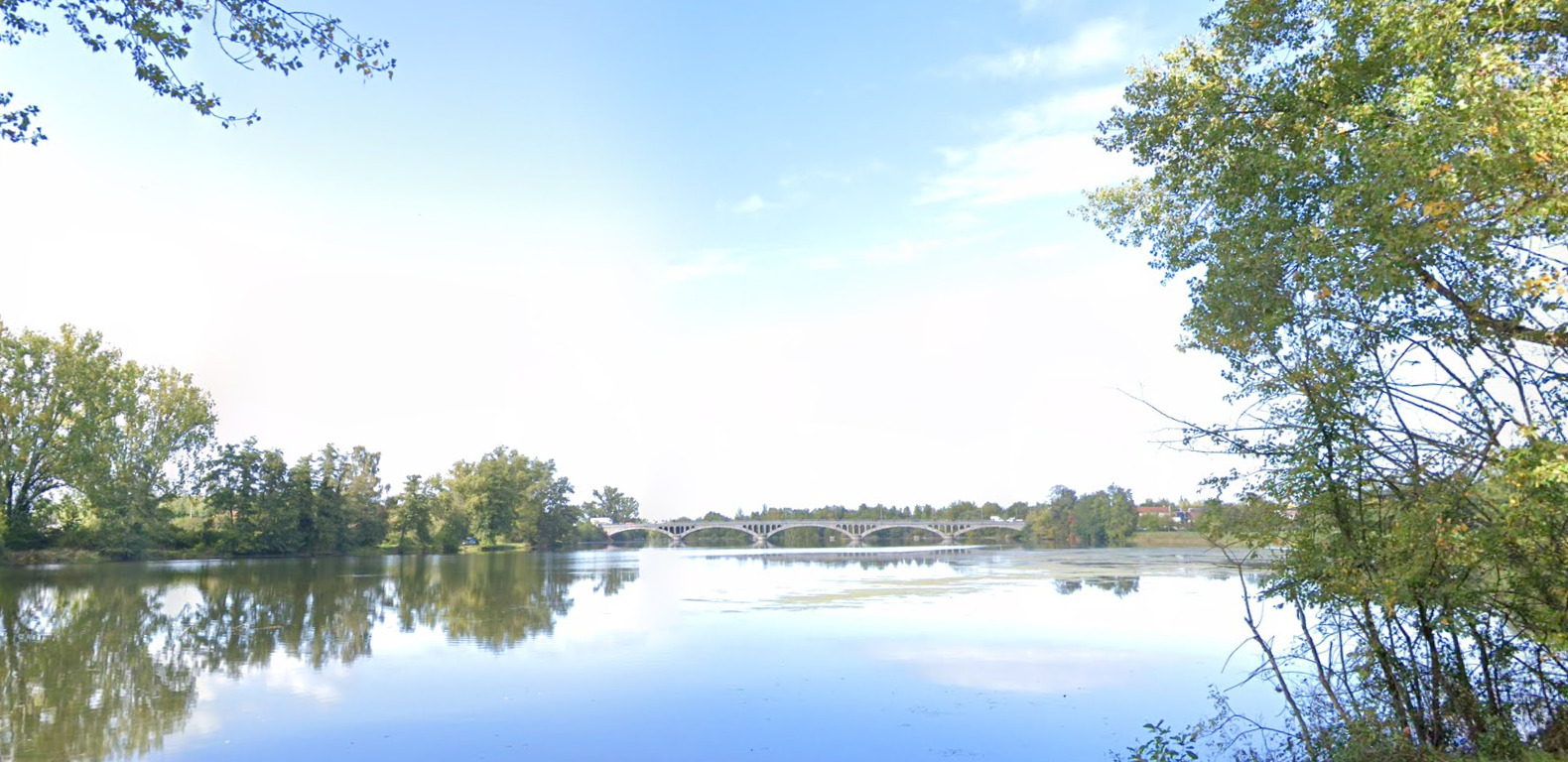
Loire, vue vers l'aval sur le pont de la D1089
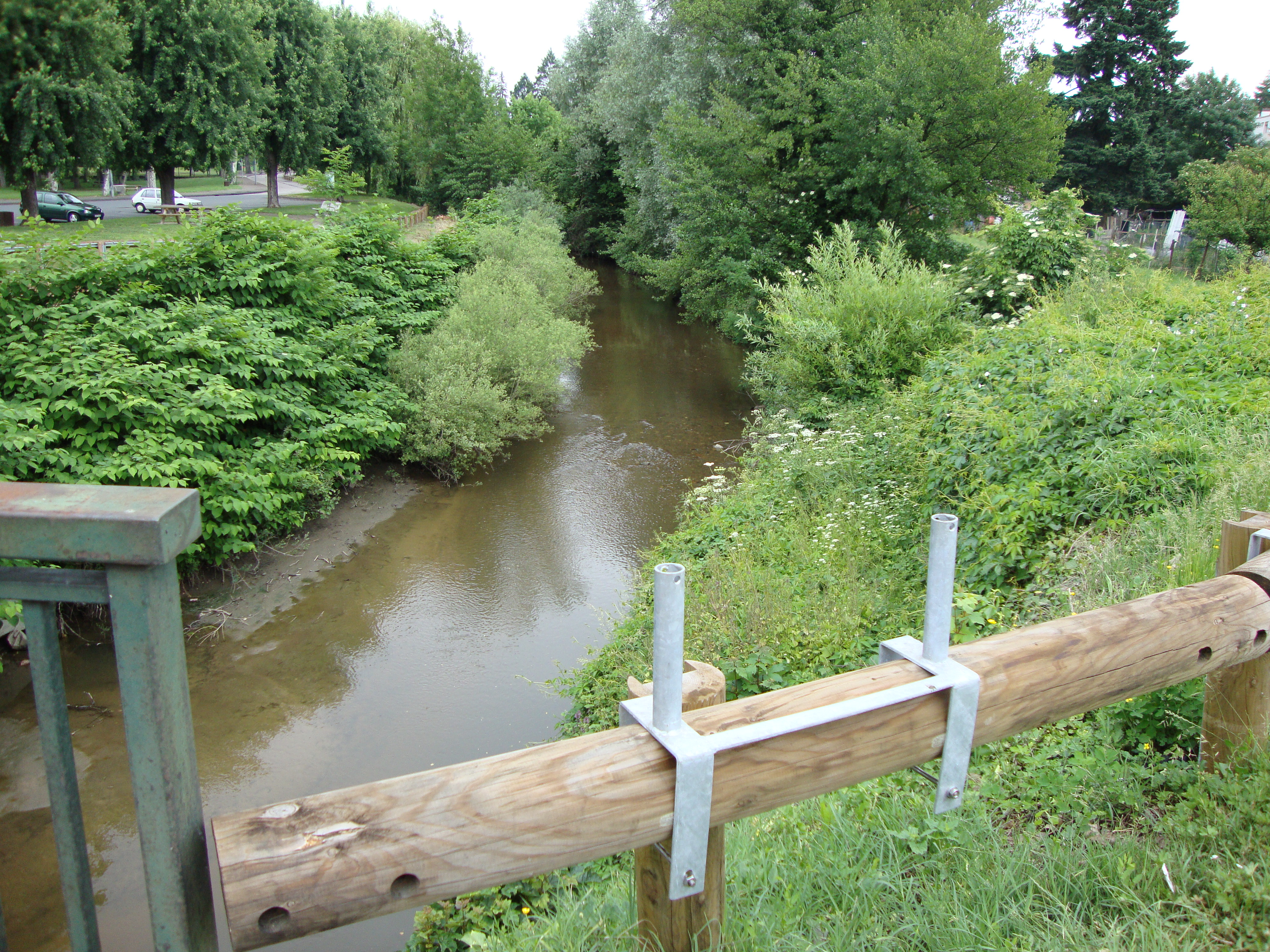
Loise, vue vers l'aval depuis le pont de la route de Civens

En rive gauche (côté ouest, beaucoup plus sec), le Lignon conflue avec la Loire à l'extrême pointe nord de la commune. Il vient de l'ouest, tandis que son affluent le Vizézy vient du sud-ouest. On trouve aussi l'Aillot, qui marque la limite de commune ouest avec Chambéon sur ses derniers 4,8 km entre le GR89 et sa conflience avec le Lignon.

### Climat
Pour des articles plus généraux, voir Climat d'Auvergne-Rhône-Alpes et Climat de la Loire.
En 2010, le climat de la commune est de type climat océanique dégradé des plaines du Centre et du Nord, selon une étude du Centre national de la recherche scientifique s'appuyant sur une série de données couvrant la période 1971-2000. En 2020, Météo-France publie une typologie des climats de la France métropolitaine dans laquelle la commune est exposée à un climat de montagne ou de marges de montagne et est dans la région climatique Nord-est du Massif Central, caractérisée par une pluviométrie annuelle de 800 à 1 200 mm, bien répartie dans l’année.
Pour la période 1971-2000, la température annuelle moyenne est de 10,9 °C, avec une amplitude thermique annuelle de 16,8 °C. Le cumul annuel moyen de précipitations est de 657 mm, avec 8 jours de précipitations en janvier et 6,6 jours en juillet. Pour la période 1991-2020, la température moyenne annuelle observée sur la station météorologique installée sur la commune est de 12,1 °C et le cumul annuel moyen de précipitations est de 650,3 mm,. Pour l'avenir, les paramètres climatiques de la commune estimés pour 2050 selon différents scénarios d'émission de gaz à effet de serre sont consultables sur un site dédié publié par Météo-France en novembre 2022.
| Mois                                  | jan.           | fév.           | mars           | avril         | mai             | juin          | jui.          | août           | sep.            | oct.            | nov.             | déc.           | année      |
| ------------------------------------- | -------------- | -------------- | -------------- | ------------- | --------------- | ------------- | ------------- | -------------- | --------------- | --------------- | ---------------- | -------------- | ---------- |
| Température minimale moyenne (°C)     | 0,2            | 0,3            | 2,5            | 5,3           | 9,4             | 12,9          | 14,4          | 14             | 10,4            | 8               | 3,6              | 1,1            | 6,8        |
| Température moyenne (°C)              | 3,7            | 4,7            | 8              | 11,2          | 15,3            | 19            | 20,8          | 20,7           | 16,5            | 12,9            | 7,4              | 4,5            | 12,1       |
| Température maximale moyenne (°C)     | 7,1            | 9,1            | 13,5           | 17            | 21,3            | 25,2          | 27,3          | 27,5           | 22,7            | 17,9            | 11,2             | 7,9            | 17,3       |
| Record de froid (°C) date du record   | −13,8 13.01.03 | −15,4 05.02.12 | −13,5 01.03.05 | −6,3 08.04.03 | −1,1 15.05.1995 | 3,5 04.06.01  | 5,7 17.07.00  | 3,3 30.08.1998 | −0,3 30.09.1995 | −7,8 31.10.1997 | −10,2 23.11.1998 | −12,7 30.12.05 | −15,4 2012 |
| Record de chaleur (°C) date du record | 19,3 30.01.13  | 22,3 24.02.21  | 26,4 24.03.01  | 29,8 30.04.05 | 33,6 11.05.12   | 39,5 22.06.03 | 40,7 31.07.20 | 42 24.08.23    | 35,8 10.09.23   | 33,1 02.10.23   | 23,5 02.11.20    | 19,4 08.12.10  | 42 2023    |
| Précipitations (mm)                   | 33,2           | 27,9           | 29,3           | 47,5          | 76,1            | 64,6          | 70,2          | 68,6           | 58,2            | 71,6            | 66,5             | 36,6           | 650,3      |

## Urbanisme

### Typologie
Au 1er janvier 2024, Feurs est catégorisée petite ville, selon la nouvelle grille communale de densité à sept niveaux définie par l'Insee en 2022.
Elle appartient à l'unité urbaine de Feurs, une agglomération intra-départementale regroupant deux  communes, dont elle est ville-centre,,. Par ailleurs la commune fait partie de l'aire d'attraction de Feurs, dont elle est la commune-centre,. Cette aire, qui regroupe 16 communes, est catégorisée dans les aires de moins de 50 000 habitants,.

### Occupation des sols

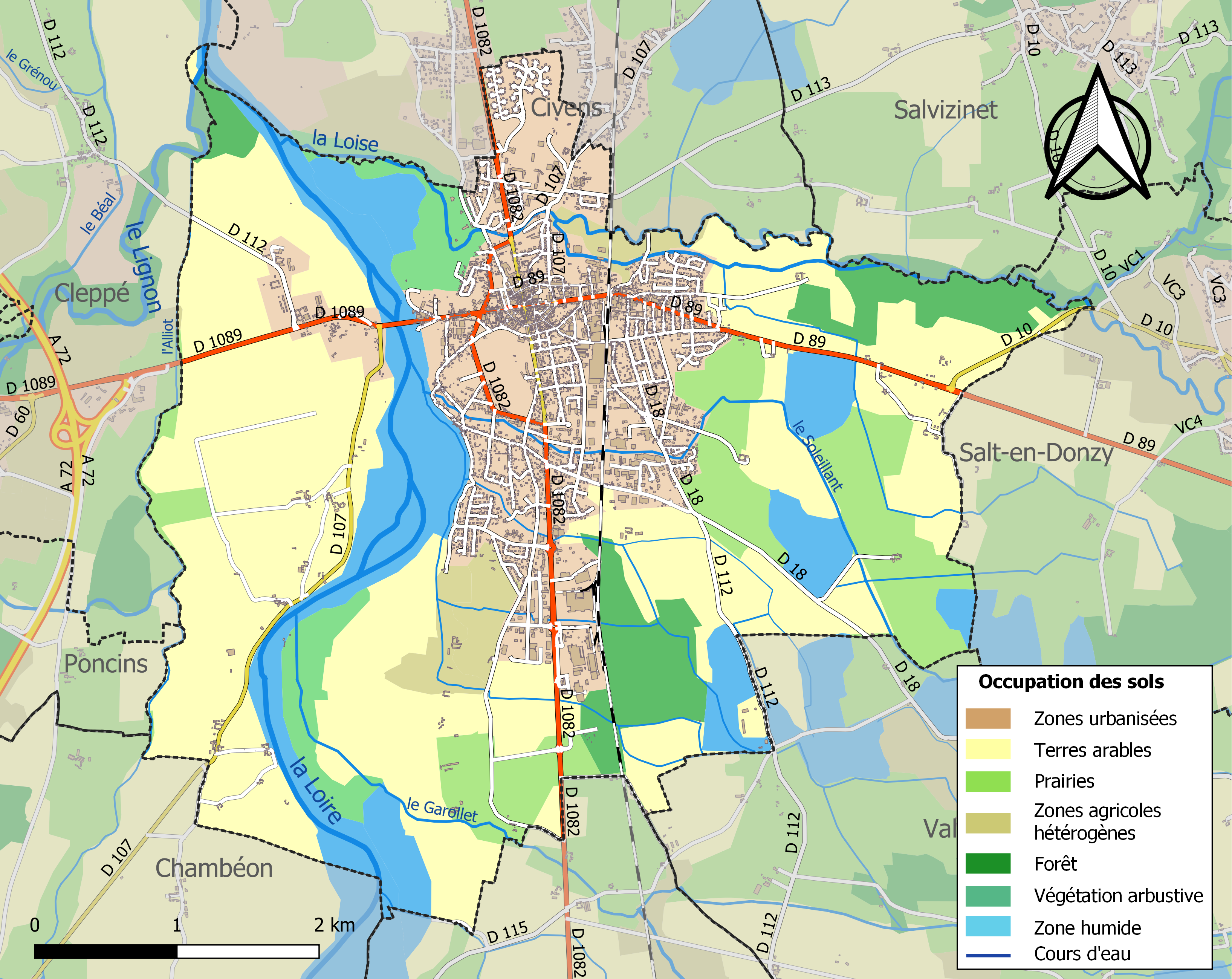
Carte des infrastructures et de l'occupation des sols de la commune en 2018 (CLC).

L'occupation des sols de la commune, telle qu'elle ressort de la base de données européenne d’occupation biophysique des sols Corine Land Cover (CLC), est marquée par l'importance des territoires agricoles (54,7 % en 2018), en diminution par rapport à 1990 (61,7 %). La répartition détaillée en 2018 est la suivante :
terres arables (41,9 %), zones urbanisées (17,1 %), eaux continentales (12,9 %), prairies (9,8 %), forêts (6,2 %), zones industrielles ou commerciales et réseaux de communication (4,3 %), milieux à végétation arbustive et/ou herbacée (3,4 %), zones agricoles hétérogènes (3,1 %), espaces verts artificialisés, non agricoles (1,5 %). L'évolution de l’occupation des sols de la commune et de ses infrastructures peut être observée sur les différentes représentations cartographiques du territoire : la carte de Cassini (XVIIIe siècle), la carte d'état-major (1820-1866) et les cartes ou photos aériennes de l'IGN pour la période actuelle (1950 à aujourd'hui).

### Habitat et logement
Avec une superficie totale de 13 km2 et une population totale de 1 207 habitants (en 2020), la densité de population est de 92,6 habitants au km2.
En 2020, la commune comportait 4 687 logements dont 88 % sont des résidences principales, 9,9 % des logements vacants et 2 % des résidences secondaires et logements occasionnels. Parmi les résidences principales, 52,4 % sont propriétaires, 46 % sont locataires et 1,6 % sont logés gratuitement. 47,4 % sont des maisons et 52,3 % des appartements.
En 2018, le nombre total de logements dans la commune était de 4 670, alors qu'il était de 4 377 en 2013 et de 4 095 en 2008.
Le tableau ci-dessous présente la typologie des logements à Feurs en 2018 en comparaison avec celle de la Loire et de la France entière.
| Typologie                                               | Feurs | Loire | France entière |
| ------------------------------------------------------- | ----- | ----- | -------------- |
| Résidences principales (en %)                           | 87,4  | 85,6  | 82,1           |
| Résidences secondaires et logements occasionnels (en %) | 2,2   | 4,1   | 9,7            |
| Logements vacants (en %)                                | 10,4  | 10,4  | 8,2            |

### Voies de communication et transports

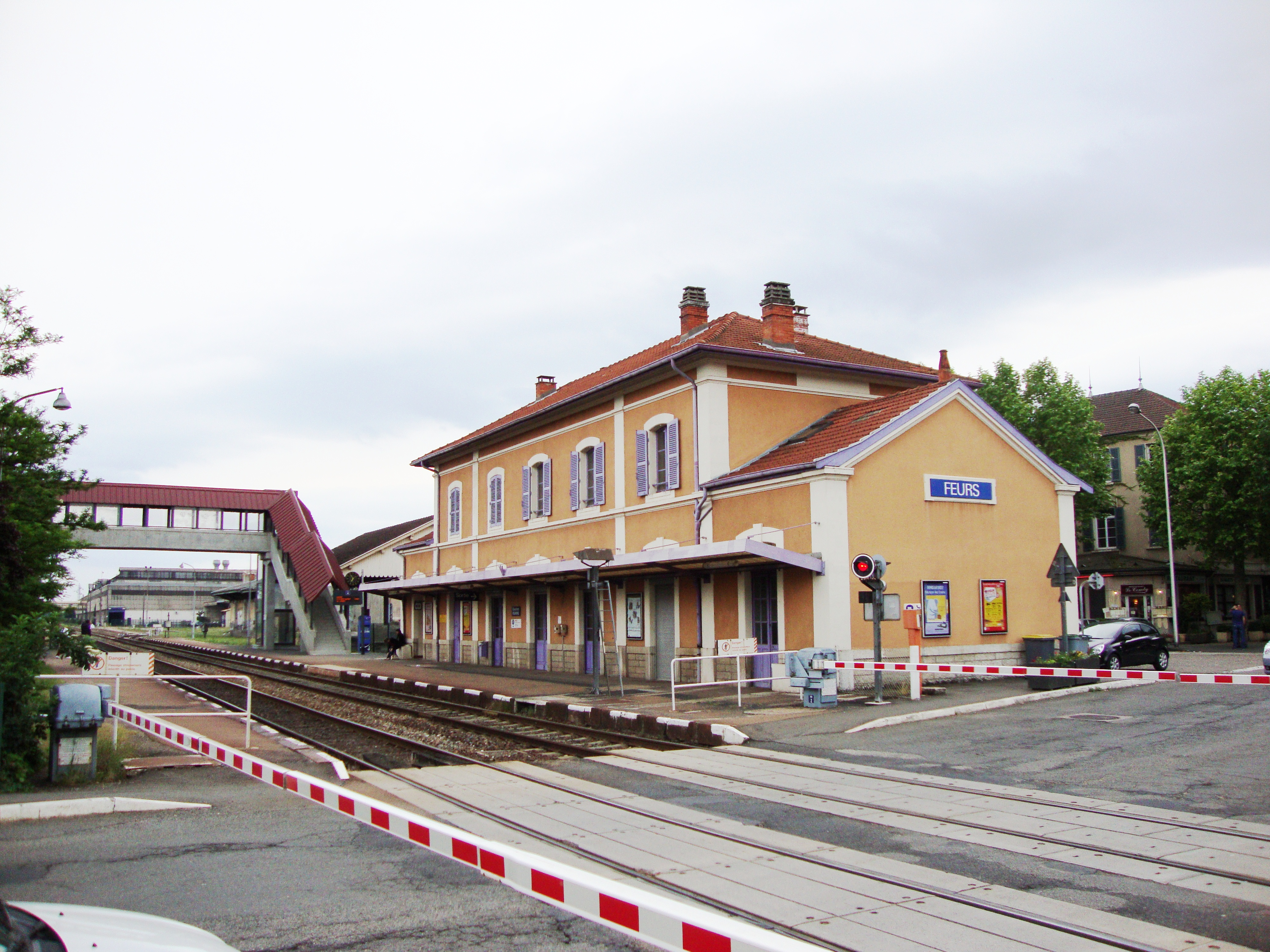
La gare de Feurs

Feurs est accessible par l'échangeur 6 de l'autoroute A72 reliant Saint-Étienne (à 4 km du centre-ville) à l'A89 (vers Clermont-Ferrand).
Elle est traversée par la route départementale 1082 (ancienne route nationale 82) reliant Roanne et Balbigny au nord à Montrond-les-Bains et Saint-Étienne au sud), ainsi que par les routes départementales 1089 à l'ouest (vers Boën-sur-Lignon et Thiers) et 89 (vers Lyon), ces deux dernières étant des anciens tronçons de la route nationale 89.
La gare de Feurs est desservie par les TER Auvergne-Rhône-Alpes, relation Roanne – Saint-Étienne.
L'aéroport le plus proche est Saint-Étienne-Loire. L'Aérodrome de Feurs - Chambéon, situé à 4 km de Feurs, est utilisé pour la pratique d’activités de loisirs et de tourisme (aviation légère et aéromodélisme).

## Toponymie
Le nom de la localité est attesté sous les formes Foros segusiavon au IIe siècle, en grec, puis Foro segusiavorum au IVe siècle, en latin.
Basé sur le latin forum, cela signifie « marché, place, des Ségusiaves », peuple gaulois établi dans l'actuelle région du Forez.
Plus tard, le nom du peuple est tombé : Forum en 950, Fuer en 1227, aujourd'hui Feurs.
Feurs est la contraction de Forum Segusiavorum (« Forum des Ségusiaves »). Dotée d'un imposant forum.
Par extension, la ville a donné son nom au Forez.

## Histoire
(février 2017).

### Protohistoire
Pour des articles plus généraux, voir Âge du fer et Tène.
Un village de la Tène (second âge du fer) existe antérieurement au Feurs gallo-romain, en parallèle avec un site similaire à Goincet, à 1,7 km nord-nord-ouest du bourg de Poncins et 4 km en rive gauche (côté ouest) de la Loire. Mais Goincet est délaissé avec l'arrivée de la période antique, tandis que le village sur l'actuelle Feurs, dont le centre se trouve à l'hippodrome, prospère et devient sous Auguste (27 av. J.-C. à 14 apr. J.-C.) la capitale des Ségusiaves — leur capitale précédente n'est pas connue.
Le musée de Feurs possède une monnaie du royaume des Massyles de l'est (tribus berbères en Numidie orientale, nord-est de l'Algérie et ouest de la Tunisie) frappée sous le règne de Micipsa (148 à 118 av. J.-C.). Elle a été trouvée à Feurs, ce qui est tout à fait exceptionnel — cette monnaie est déjà rare en Gaule. Faite de plomb recouvert de cuivre, elle pèse 10 g pour un diamètre de  26 mm et une épaisseur de  2 mm. Elle est très usée, en particulier sur la face du droit qui est presque illisible. Rémy note qu'elle ne fait pas partie de l'inventaire du musée, mais que son usure très avancée pratiquement exclut la possibilité qu'elle ait été achetée ailleurs pour une collection. Il ajoute qu'elle a dû circuler longtemps et être encore en usage au début du règne d'Auguste lors de la fondation de la ville.

### Antiquité

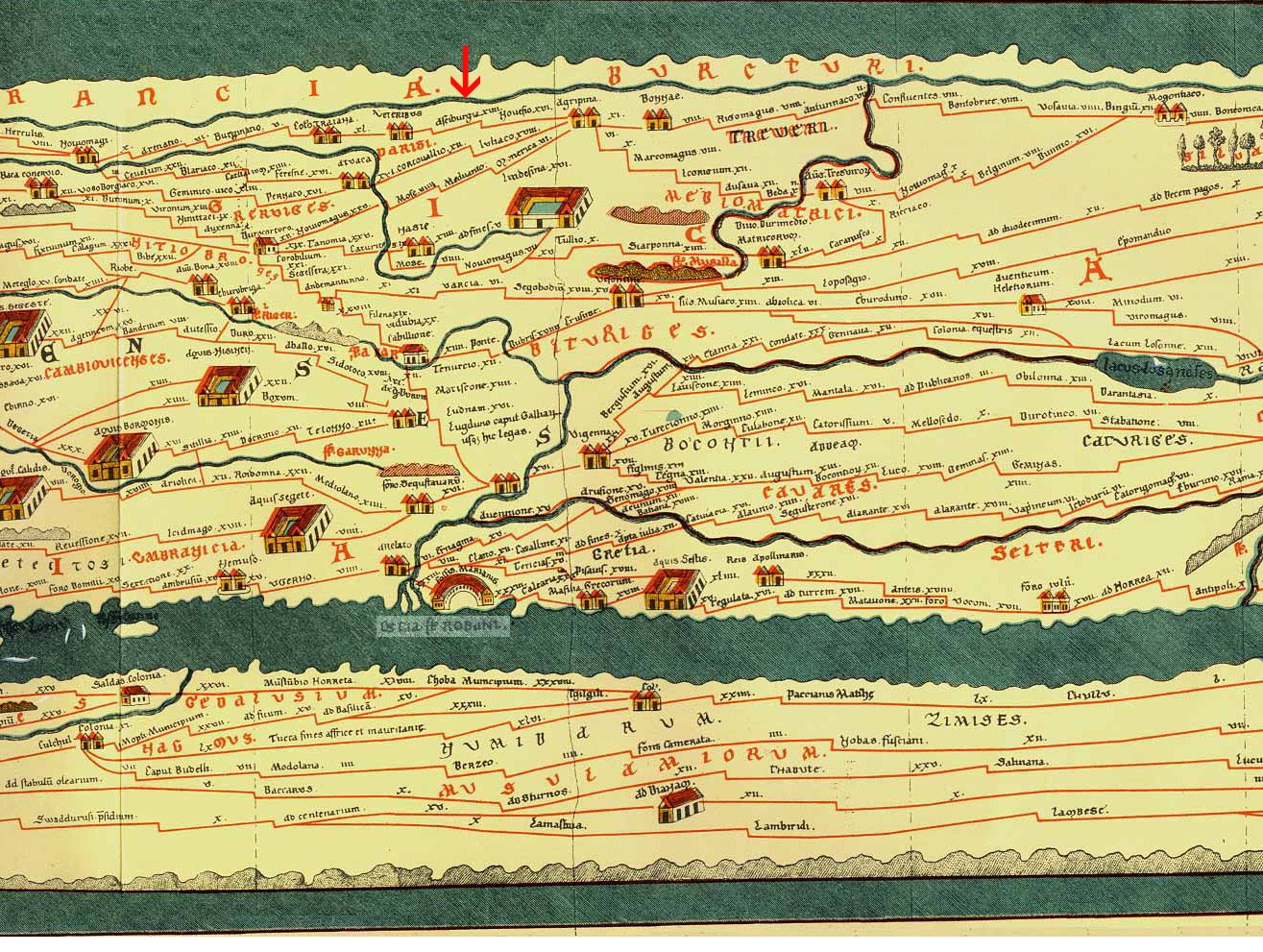
Forum Segusiavorum (à droite dAquis Segete) sur la table de Peutinger (section 1 : Gaule narbonnaise et Nemausus)

À l'époque gallo-romaine, la capitale des Ségusiaves est signalée par Ptolémée et apparaît sur la table de Peutinger sous le nom de Foru[m] Segusiavorum. Elle devient le centre administratif, religieux, commercial et culturel de la civitas des Ségusiaves de la fin du premier siècle avant notre ère au début du troisième siècle de notre ère.
Ont été mis au jour, des égouts, des bornes milliaires, des inscriptions, des statuettes et des poteries qui témoignent de l'importance, à cette époque, de la ville, située à proximité d'importantes voies antiques.

### Moyen Âge

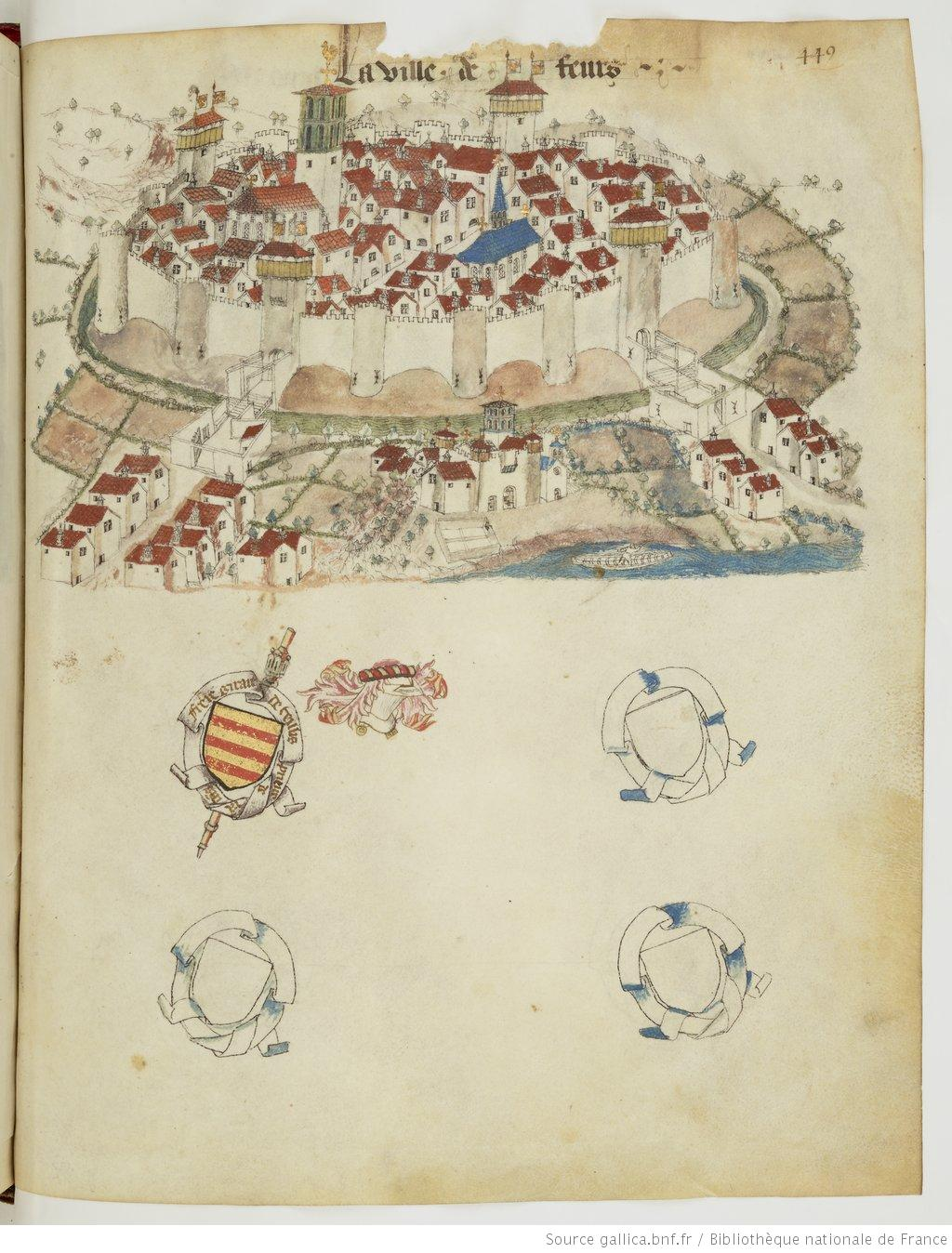
La ville de Feurs dans l'armorial de Guillaume Revel (XVe siècle).

#### La ville médiévale
Le château (ou castrum) de Feurs apparaît dans les sources écrites au milieu du XIIIe siècle, en 1246. Le comte de Forez partage la seigneurie avec la famille d'Augerolles, originaire de Saint-Romain-d'Urfé. L'administration comtale ne semble s'installer qu'à partir du XIVe siècle, avec l'installation, comme dans chaque châtellenie, d'un châtelain et d'un prévôt. Le développement urbain est lié à l'implantation d'une foire (marché) attesté depuis 1227 : la ville se structure et se fortifie à proximité de l'ancien forum antique.

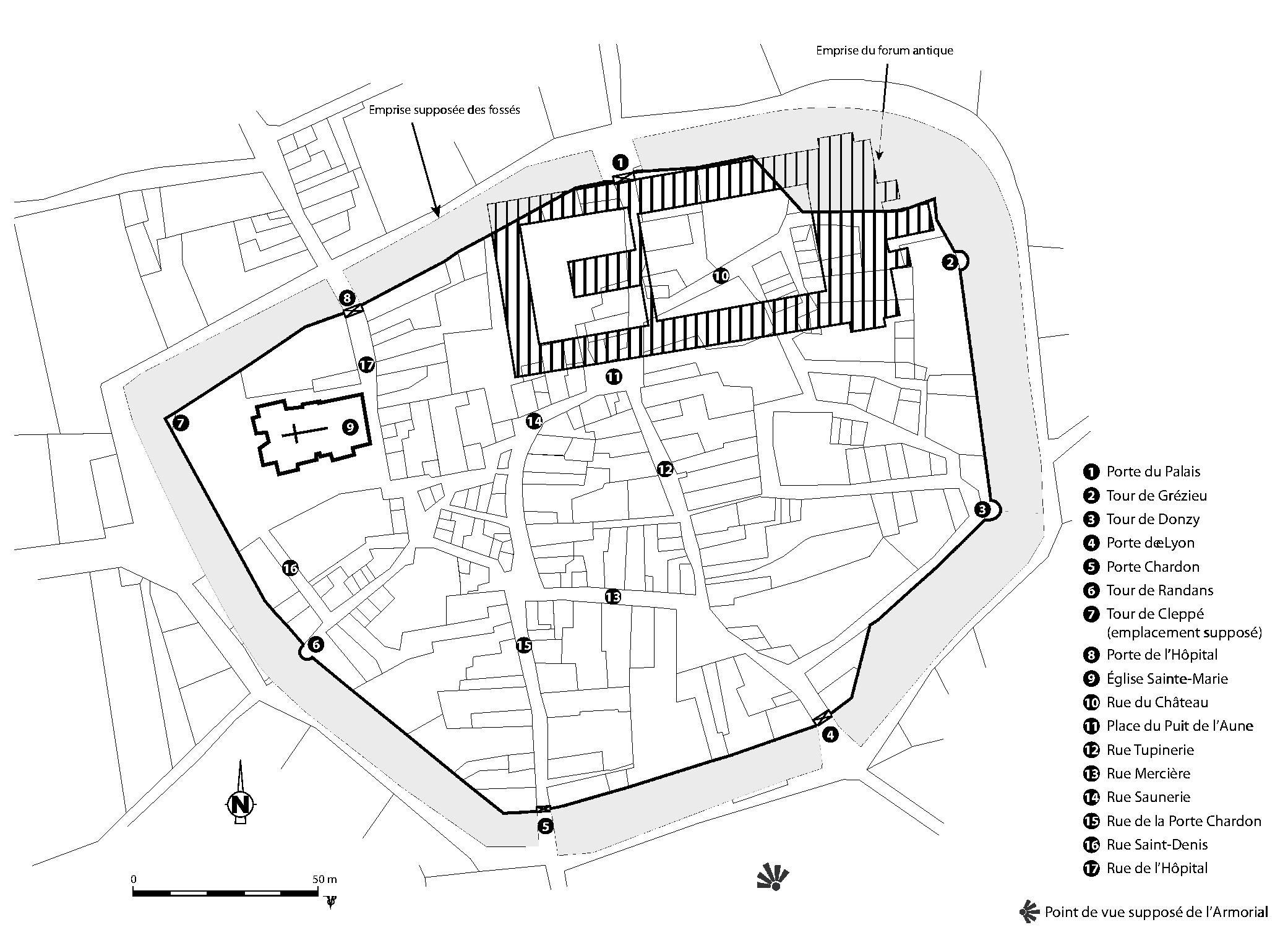
Plan restitué de Feurs au Moyen-Âge

L'église paroissiale Notre-Dame (Beate Mariae de Foro) est mentionnée dès le XIIe siècle : il s'agit d'une possession de l'abbaye de Savigny. Le prieur de Randans, dépendant également de l'abbaye, nomme le curé de la paroisse.
Au Moyen Âge, la ville n'avait pas de pont sur la Loire mais il existait un port à Feurs même (953) et un autre tout proche à Randan (1060).[réf. nécessaire]

#### Le prieuré de Randans
Le prieuré Saint-Martin-de-Randans, situé en dehors de l'enceinte médiévale près de la Loire, est une fondation de l'abbaye de Savigny.
L'église a disparu au cours du XIXe siècle. Les documents anciens, qui la citent très souvent, ne s'accordent pas sur son nom : l'abbé Jean-François Duguet dit le prieuré dédié à saint Martin (dont deux chartes de Savigny et certains testaments du XIVe siècle citant Saint-Martin de Randans) et la paroisse à saint-Clair ; deux autres chartes de Savigny citent Saint-Pierre de Randans ; mais près de cinquante textes de Savigny citent Saint-Jean-Baptiste, parfois associé à Saint-Michel, ce qui est donc vraisemblablement le nom du prieuré. Mais il y a peut-être eu une autre église réservée au service paroissial.

### Temps modernes

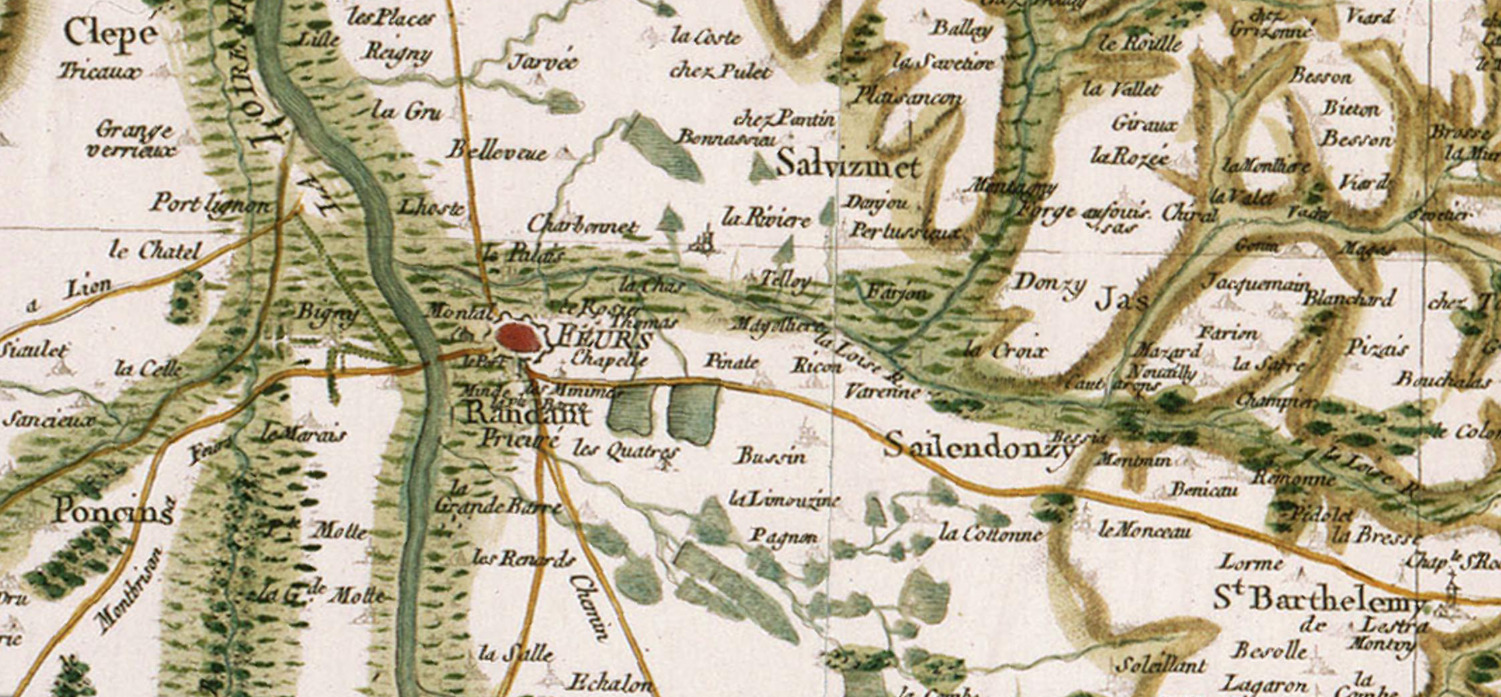
Feurs sur la carte de Cassini

#### Les Ursulines de Feurs
L'établissement de l'ordre enseignant des ursulines à Feurs commence avec la fondation de Jean Jacquelin, bourgeois de Feurs, qui selon la volonté de son père donne en mars 1639 la maison d'habitation qu'il possède dans le faubourg de l'hôpital pour que les sœurs s'y installent. Le 1er octobre 1639 le cardinal Alphonse de Richelieu, archevêque de Lyon, donne sa permission pour cette fondation. Le 25 octobre 1639, quatre (ou six) sœurs conduites par les pères de l'Oratoire sont amenées de l'établissement des ursulines de la Croix à Montbrison, dont Jeanne Relogue la mère de ce couvent. Elles ont un aumônier particulier ; en 1636 c'est Pierre Valeisi. 

Dès le début, les affaires temporelles de cette nouvelle maison sont en désordre ; si bien que les sœurs ne reçoivent rapidement plus de novices et qu'elles sont autorisées à se retirer chez leurs parents ; mais des pensiens leur sont demandées. Vers 1689 la plupart se retirent dans leur couvent mais font leur pot en particulier. 

Le 9 mai 1708, la sœur Charlotte Carcanisson de la Chassagne, de Tarare, meurt. Il ne reste au couvent que la sœur Chavet. L'archevêque Claude de Saint-Georges ordonne aux ursulines du premier monastère de Montbrison d'envoyer deux religieuses pour prendre possession de la maison de Feurs. Le 24 juillet 1710, le même archevêque fait conduire la sœur Chavet à la première maison d'ursulines de Montbrison, où cette sœur vit encore en 1714.
le 30 mai 1711, toujours le même archevêque ordonne à Simon Pactier, curé de Saint-Pierre et archiprêtre de Montbrison, de ramener au premier monastère de Montbrison les ursulines de Feurs, d'enlever les meubles de la maison de Feurs et d'en mettre la chapelle sous interdit. L'église paroissiale reçoit les figures et reliques des saints Fortunat et Pellegrin appartenant au monastère défunt. L'archevêque prend ensuite prétexte que l'établissement de Feurs n'a pas de patentes et qu'il n'y reste personne, pour décréter le 23 mars 1712 l'union de ses biens aux ursulines de Montbrison. Puis le 10 mars 1713 il attribue le monastère et enclos de Feurs aux Petites Écoles de l'Hôtel-Dieu de Feurs, sous condition de donner annuellement « six-vingt » livres à un maître d'école. En 1712 la ville donne son accord pour qu'un nouvel hôtel-dieu soit bâti à l'emplacement du monastère ; la construction dure de fin 1713 à mai 1716.

### Révolution française et Empire
Sous la Révolution, le tribunal révolutionnaire dirigé par Claude Javogues fit de nombreuses victimes. La Révolution fut très active et les horreurs de la guillotine marquèrent ses habitants. Les 80 victimes du Tribunal révolutionnaire furent presque toutes exécutées à l'emplacement de la chapelle des Martyrs. La chapelle des martyrs est érigée par le maire Pierre-Marie d'Assier en 1826.[réf. nécessaire]
Appartenant depuis le Xe siècle au comté de Forez (entité rattachée au gouvernement de Lyon de 1542 à la disparition de ce dernier, en 1790), Feurs fait partie du département de Rhône-et-Loire de 1790 à 1793. Finalement, depuis la partition du Rhône-et-Loire, la commune se trouve dans le département de la Loire dont elle fut chef-lieu de 1793 à 1795.[réf. nécessaire]

### Époque contemporaine
Elle eut un des premiers chemins de fer : la 3e ligne de France Andrézieux - Roanne ouvre sa 1re section le 1er août 1832 entre Saint-Bonnet-les-Oules et Balbigny. Feurs, qui se trouve sur cette section, voit l'implantation des ateliers de la compagnie qui construisent plusieurs locomotives sous les ordres de l'ingénieur Régnié.[réf. nécessaire]
Feurs est, aujourd'hui, définitivement tournée vers Saint-Étienne, une ville-modèle pour elle. Cependant, Feurs tente depuis de nombreuses décennies d'exploiter sa position de carrefour entre les métropoles de Clermont-Ferrand et Lyon pour l'axe ouest-est, et entre Roanne et Saint-Étienne, pour l'axe nord-sud.[réf. nécessaire]
Nombreux sont les sites d'intérêt archéologique, tous découverts au cours des différents travaux sur la commune.
Feurs était le siège de la communauté de communes de Feurs en Forez, un établissement public de coopération intercommunale (EPCI) à fiscalité propre créé en 1993 et auquel la commune avait transféré un certain nombre de ses compétences, dans les conditions déterminées par le code général des collectivités territoriales.
Dans le cadre des dispositions de la loi portant nouvelle organisation territoriale de la République du 7 août 2015, qui prévoit que les établissements publics de coopération intercommunale (EPCI) à fiscalité propre doivent avoir un minimum de 15 000 habitants, cette intercommunalité a fusionné avec ses voisines pour former, le 1er janvier 2017, la communauté de communes de Forez-Est, dont est désormais membre la commune.

## Politique et administration

### Rattachements administratifs et électoraux

#### Rattachements administratifs
La commune se trouve dans l'arrondissement de Montbrison du département de la Loire.
Elle était depuis 1793 le chef-lieu du canton de Feurs. Dans le cadre du redécoupage cantonal de 2014 en France, cette circonscription administrative territoriale a disparu, et le canton n'est plus qu'une circonscription électorale.

#### Rattachements électoraux
Pour les élections départementales, la commune est depuis 2014 le bureau centralisateur d'un nouveau canton de Feurs, porté de 23 à 33 communes.
Pour l'élection des députés, elle fait partie de la sixième circonscription de la Loire.

### Intercommunalité
Feurs est le chef-lieu du canton de Feurs (vingt-trois communes) et elle est le siège de la communauté de communes de Forez Est.

### Tendances politiques et résultats
Au premier tour des élections municipales de 2014 dans la Loire, la liste SE menée par le maire sortant Jean-Pierre Taîte (UMP) obtient la majorité absolue des suffrages exprimés, avec 2 111 voix (60,41 %, 24 conseillers municipaux élus dont 12 communautaires), devançant très largement les listes menées respectivement par : 
- Johann Cesa (DVG, 794 voix, 22,72 %, 3 conseillers municipaux élus dont 1 communautaire) ;
- Sophie Robert (FN, 589 voix, 16,85 %, 2 conseillers municipaux dont 1 communautaire).

Lors de ce scrutin, 36,31 % des électeurs se sont abstenus.
Au premier tour des élections municipales de 2014 dans la Loire, la liste LR menée par le maire sortant Jean-Pierre Taîte est la seule candidate, et obtient donc la totalité des 1 115 suffrages exprimés. Elle est élue en totalité et 9 de ses membres sont également conseillers communautaires.
Lors de ce scrutin marqué par la pandémie de Covid-19 en France, 76,78 % des électeurs se sont abstenus et 12 % des votants ont choisi un bulletin blanc ou nul.

### Liste des maires
| Période                                  | Période                        | Identité                            | Étiquette        | Qualité |
| ---------------------------------------- | ------------------------------ | ----------------------------------- | ---------------- | --- |
| Les données manquantes sont à compléter. |                                |                                     |                  | |
| 1808                                     | 1816                           | Jean-Pierre de Montaigne de Poncins |                  | |
| 1816                                     | 1830                           | Pierre-Marie d'Assier               |                  | |
| 1830                                     | 1832                           | Aîné Moudon                         |                  | |
| 1832                                     | 1833                           | Pierre Jean-Baptiste Arnaud         |                  | |
| 1833                                     | 1839                           | Jean-Antoine Morreton               |                  | |
| 1839                                     | 1841                           | Noël Benoît Galland                 |                  | |
| 1841                                     | 1846                           | Michel Gay                          |                  | |
| 1846                                     | 1848                           | Jean-Joseph d'Assier                |                  | |
| 1848                                     | 1849                           | Camille Pariat                      |                  | |
| 1849                                     | 1853                           | Jean-Joseph d'Assier                |                  | |
| 1853                                     | 1865                           | Auguste Broutin                     | Parti de l'Ordre | |
| 1865                                     | 1870                           | Eugène d'Assier                     |                  | |
| 1870                                     | 1878                           | Léon de Montaigne de Poncins        |                  | Comte |
| 1878                                     | 1881                           | Camille Pariat                      |                  | |
| 1881                                     | 1891                           | Jean-Marie Nigay                    |                  | Officier d'académie |
| 1891                                     | 1896                           | Félix Nigay                         |                  | |
| 1896                                     | 1900                           | Charles Dorian                      | Républicain      | Conseiller général de Feurs (1902 → 1903) |
| 1900                                     | 1904                           | Joseph Ory                          |                  | Vétérinaire Député de la Loire (1903 → 1910) Chevalier du Mérite agricole |
| 1904                                     | 1908                           | Joannès Mollon                      | PRRRS            | Conseiller général de Feurs (1903 → 1910) |
| 1908                                     | 1912                           | Joseph Ory                          |                  | Vétérinaire Député de la Loire (1903 → 1910) Chevalier du Mérite agricole |
| 1912                                     | 1940                           | Antoine Drivet                      | PRRRS            | Sculpteur Député de la Loire (1910 → 1919) Sénateur de la Loire (1920 → 1940) Conseiller général de Feurs (1910 → 1934) Chevalier de la Légion d'honneur                                                              |
| 1940                                     | 1944                           | Charles Maxime Geny                 | DVD              | |
| 1944                                     | 1946                           | Antoine Drivet                      |                  | |
| 1946                                     | 1951                           | Joseph Pariel                       |                  | |
| 1951                                     | 1953                           | Pierre Gapian                       |                  | |
| 1953                                     | 1974                           | Félix Nigay                         | CNIP             | Conseiller général de Feurs (1967 → 1974 |
| 1974                                     | 1977                           | Maurice Desplaces                   | DVD              | Conseiller général de Feurs (1974 → 1979 |
| 1977                                     | 2001                           | André Delorme                       | DVD              | |
| 2001                                     | 2008                           | Benoît Gardet                       | DVG              | |
| 2008                                     | 28 juin 2022                   | Jean-Pierre Taite                   | UMP → LR         | Vice-président du conseil régional d'Auvergne-Rhône-Alpes (2016 → 2022) Député de la Loire (6e circ.) (2022 → ) Président de la CC de Forez-Est (2008 → 2022) Démissionnaire à la suite de son élection comme député. |
| 4 juillet 2022                           | En cours (au 16 décembre 2022) | Marianne Darfeuille                 | DVD              | Gestionnaire Conseillère départementale de Feurs (2015 → ) Présidente du SDIS 42 (2021 → 2023) 1re adjointe (2008 → 2022) Vice-présidente de la CC de Forez-Est (2022 → )                                             |

### Jumelages
Sur l'initiative du conseil municipal d'Olching et du maire de la ville de Feurs (Félix Nigay), un jumelage a été signé en août 1963, entre les deux communes.
- Olching (Allemagne) depuis 1963, situé à environ 20 km à l'ouest de Munich.

### Distinctions et labels
En 2014, la ville de Feurs a participé au concours des villes et villages fleuris et a obtenu une fleur.

## Population et société

### Démographie

#### Évolution démographique
L'évolution du nombre d'habitants est connue à travers les recensements de la population effectués dans la commune depuis 1793. Pour les communes de moins de 10 000 habitants, une enquête de recensement portant sur toute la population est réalisée tous les cinq ans, les populations de référence des années intermédiaires étant quant à elles estimées par interpolation ou extrapolation. Pour la commune, le premier recensement exhaustif entrant dans le cadre du nouveau dispositif a été réalisé en 2005.

En 2022, la commune comptait 8 370 habitants, en évolution de +3,42 % par rapport à 2016 (Loire : +1,32 %, France hors Mayotte : +2,11 %).
| 1793  | 1800  | 1806  | 1821  | 1831  | 1836  | 1841  | 1846  | 1851  |
| ----- | ----- | ----- | ----- | ----- | ----- | ----- | ----- | ----- |
| 2 600 | 1 796 | 1 837 | 1 937 | 2 240 | 2 571 | 2 646 | 2 816 | 2 943 |

| 1856  | 1861  | 1866  | 1872  | 1876  | 1881  | 1886  | 1891  | 1896  |
| ----- | ----- | ----- | ----- | ----- | ----- | ----- | ----- | ----- |
| 2 894 | 2 823 | 3 060 | 3 048 | 3 216 | 3 249 | 3 451 | 3 492 | 3 719 |

| 1901  | 1906  | 1911  | 1921  | 1926  | 1931  | 1936  | 1946  | 1954  |
| ----- | ----- | ----- | ----- | ----- | ----- | ----- | ----- | ----- |
| 3 766 | 3 983 | 3 995 | 3 956 | 4 337 | 4 561 | 4 759 | 5 194 | 5 381 |

| 1962  | 1968  | 1975  | 1982  | 1990  | 1999  | 2005  | 2006  | 2010  |
| ----- | ----- | ----- | ----- | ----- | ----- | ----- | ----- | ----- |
| 6 272 | 6 649 | 8 017 | 8 012 | 7 803 | 7 669 | 7 408 | 7 380 | 7 921 |

| 2015  | 2020  | 2022  | - | - | - | - | - | - |
| ----- | ----- | ----- | - | - | - | - | - | - |
| 8 056 | 8 352 | 8 370 | - | - | - | - | - | - |

#### Pyramide des âges
La population de la commune est relativement âgée. En 2020, le taux de personnes d'un âge inférieur à 30 ans s'élève à 29,5 %, soit un taux inférieur à la moyenne départementale (34,9 %). Le taux de personnes d'un âge supérieur à 60 ans (37,8 %) est supérieur au taux départemental (28,6 %).
En 2020, la commune comptait 3 873 hommes pour 4 479 femmes, soit un taux de 53,63 % de femmes, supérieur au taux départemental (51,60 %).
Les pyramides des âges de la commune et du département s'établissent comme suit :
| Hommes | Classe d’âge | Femmes |
| ------ | ------------ | ------ |
| 1      | 90 ou +      | 3,2    |
| 12,6   | 75-89 ans    | 16,7   |
| 20     | 60-74 ans    | 21,5   |
| 18     | 45-59 ans    | 18     |
| 15,8   | 30-44 ans    | 13,8   |
| 16,5   | 15-29 ans    | 13,4   |
| 16,1   | 0-14 ans     | 13,4   |

| Hommes | Classe d’âge | Femmes |
| ------ | ------------ | ------ |
| 0,8    | 90 ou +      | 2,3    |
| 8      | 75-89 ans    | 11     |
| 17,1   | 60-74 ans    | 18,2   |
| 19,5   | 45-59 ans    | 18,7   |
| 17,5   | 30-44 ans    | 17     |
| 17,9   | 15-29 ans    | 16     |
| 19     | 0-14 ans     | 16,8   |

### Enseignement
Feurs dépend de l'académie de Lyon. Elle dispose de trois écoles : 8-Mai (publique), Charles-Perrault (publique) et Saint-Marcellin-Champagnat (privée) ; de deux collèges, Le Palais (public) et Saint-Marcellin-Champagnat (privé) ; et deux lycées : le lycée du Forez (public) et le lycée technique du Puits de l'Aune (privé).

### Sports et loisirs
Le club de basket-ball nommé Les enfants du Forez qui évolue actuellement en Nationale 1.
Le club de football nommé l'US Feurs qui évolue en National 3 depuis 2022. L'US Feurs joue dans le Stade Rousson,dont la capacité est d'environ 2500 places.
Le club de rugby nommé Le Rugby Club Forézien qui évolue actuellement en Championnat Promotion d'Honneur du Lyonnais.
Le club de vélo Vélo Club Feurs Balbigny qui est affilié à la Fédération française de cyclisme et à la Fédération sportive et gymnique du travail.
Le Club de Handball nommé Feurs Handball évolue au niveau régional.

## Économie

### Revenus de la population et fiscalité
En 2020, Feurs comportait 3 993 ménages fiscaux.
La médiane du revenu de la commune est de 20 530 euros.

### Emploi
En 2020, le taux de chômage de la commune est de 11,1 % de la population active. Chez les jeunes de 15 à 24 ans le taux de chômage est alors de 19,9 %. Parmi les actifs disposant d'un travail 88,9 % sont des salariés.

## Culture locale et patrimoine

### Lieux et monuments
- Le musée de Feurs, situé au 3 Rue Victor-de-Laprade[44]. Ce musée a été créé en 1930, dans l’ancien couvent des Minimes, pour conserver et présenter les vestiges de Forum Segusiavorum, autour duquel la ville de Feurs s’est peu à peu dressée. Depuis 1979, il est installé dans le château d’Assier, construit à la fin du 18ᵉ siècle par la famille Plasson de la Combe. Si le rez-de-chaussée est réservé aux expositions temporaires, le premier étage retrace l’histoire de Feurs, de ses origines à nos jours. Le deuxième étage abrite quant à lui une exposition permanente dédiée au peintre paysagiste Charles Beauverie (1839-1923).
- La Chapelle des Martyrs, située Place du Onze Novembre et à proximité du Château du Rozier. Cet ossuaire a été édifié en mémoire des victimes de la Révolution et de la Terreur menée par Claude Javogues. On doit sa construction à Pierre-Marie d’Assier, maire de Feurs et Théodore du Rozier qui céda gratuitement le terrain où se situaient déjà les dépouilles des victimes, enfouies dans un petit espace de gazon carré appelé « champ des martyrs ». L’inauguration officielle de ce petit édifice, en forme de temple grec, a lieu le 16 novembre 1826. De chaque côté de l’autel, deux plaques apposées en 1893 portent les noms des 80 victimes exécutées. Depuis octobre 1989, la gestion de la Chapelle des Martyrs est confiée à une association du même nom, conjointement avec l’association des Amis du Patrimoine et du Musée.
- Le pont sur la Loire, situé à l'Ouest de la ville. En 1911, le maire Joseph Ory lance une souscription pour l'édification d’un nouvel ouvrage, au même emplacement que l'ancien pont suspendu. Les travaux commencent à partir de juillet 1923, à partir de matériaux locaux. Sa longueur est de 211 m, la chaussée large de 5,20 m et les trottoirs d’1,10 m. Les cinq grandes arches ont une portée d’une trentaine de mètres. Il s'ouvre au trafic en novembre 1926, avant d'être inauguré officiellement le 19 juin 1927. Le pont est miné sur toute sa longueur, afin de bloquer l’avancée allemande en 1940. Il n’est pas détruit mais une pile du pont est endommagée par l’explosion d’une des mines. Avec environ 10 000 véhicules par jour, il demeure aujourd’hui intact. Des campagnes de réhabilitation y sont menées régulièrement.
- L'hippodrome de Feurs[45], situé à proximité du parc municipal. Le premier hippodrome est créé sur la commune de Civens en 1858 mais en 1919, il faut adapter ce champ de courses et le parc de l'ancien couvent des Minimes est choisi. L’inauguration de l’hippodrome actuel a ainsi lieu les 4, 5 et 6 septembre 1925. Un nouveau bâtiment est édifié au début des années 1950, ainsi qu’une nouvelle tribune en prolongement. La piste en huit devient une piste circulaire, les courses d’obstacles sont abandonnées au profit des courses de galop et de trot. 1989 est consacré à l'aménagement d’un bâtiment pour les professionnels, de boxes et de douches pour les chevaux, d'une halle de jeux abritée, d’une nouvelle tribune et d'un restaurant panoramique. En 1998, la piste en herbe est remplacée par un nouvel anneau en sable propice à la vitesse.
- Le comice de Feurs, qui se déroule traditionnellement 3 semaines avant Pâques, dans le centre-ville. Né à l’initiative d'Emmanuel de Poncins, le premier comice de Feurs a lieu en 1885. La construction des écuries, où sont exposés toujours les bovins, s’achève en 1906 et dans les années 1930, la foire commerciale fait son apparition. Du début des années 1980 jusqu'à aujourd'hui, l’association du comice organise le concours, les « Amis de la basse-cour » celui de l’exposition avicole et la ville de Feurs se charge de la foire commerciale. Une fête foraine est aussi installée depuis les années 1990. Le comice de Feurs est ainsi devenu une foire agricole régionale incontournable où l'ensemble des cheptels sont representés : moutons, cochons, agneaux…

#### Monuments Historiques
En 2023, on dénombre 5 éléments labélisés au titre des Monuments Historiques à Feurs :
- L'église Notre-Dame de Feurs, située sur la place Antoine-Drivet. Le site de cette église abrite sans doute, dès l’Antiquité tardive, un premier lieu de culte. Il est ensuite transformé, à l’époque romane en église, puis au XIIIe siècle, elle est entourée d’un cimetière. Ce dernier est désaffecté au XIXe siècle. Vers 1400, on édifie, en prolongement de l’ancien chœur, les trois nefs sur croisées d’ogives, sans transept. De 1415 à 1416, cet édifice est reconstruit et agrandi après la guerre de Cent Ans. Durant la Révolution, elle devient un club populaire puis une prison. En 1855-1862, des travaux modifient l’aspect extérieur : un nouveau clocher orné au-dessus de la nouvelle façade de style néo-gothique s’ouvre par trois grandes portes en chêne massif sculpté. Depuis 1991, cet édifice religieux est protégé à la suite de son inscription au titre des Monuments Historiques.
- Les vestiges du forum gallo-romain, situés sur la place de la Boaterie. Plusieurs chantiers de fouilles ont eu lieu en 1955, lors de la création de cette place, en 1968 et en 1978 à proximité de cette place. Ils ont permis de restituer le plan du forum dans sa quasi-totalité, malgré ses très grandes dimensions (77m x 185m) et sa situation au cœur de la ville actuelle. Aujourd'hui, il demeure toujours des vestiges de la curie du forum sur la place de la Boaterie, qui ont été inscrits, par arrêté du 27 décembre 1983, au titre des Monuments Historiques.
- Les vestiges des remparts médiévaux, situés sur la place de la Boaterie. À cause de la Guerre de Cent Ans et de l'intrusion des bandes à la solde des Anglais dans le comté de Forez dès 1357, Feurs dut mettre en état ses fortifications. En ce sens, 1388-1390 voit se bâtir des remparts avec les débris des édifices gallo-romains et de la pierre de Cottance. Ils sont défendus par cinq tours (tour de Grézieux, tour de Randan, tour de Donzy, tour de Cleppé et tour de Pouilly) et accessibles par quatre portes fortifiées (porte de l’Hôpital, porte de Chardon, porte du Palais et porte de Lyon). En 1822, la ville de Feurs a choisi d'aménager la ville extra-muros en détruisant ces remparts vieillissants et abîmés. Il a seulement été conservé une partie de la tour de Grézieux, qui a même été inscrite aux Monuments Historiques, le 23 février 1925.
- Château de Bigny, situé au lieu-dit de Bigny, en rive gauche de la Loire. Bigny était jadis une ferme connue sous le nom de Mas Comtal de Bigneux, appartenant à l’abbaye de Savigny, puis à celle de la Bénisson-Dieu avant d'atteRrir dans les mains des Ursulines de Feurs. En 1735-1741, M. Thoinet, acquiert ce domaine et y fait édifier un château. En 1770, le château de Bigny est agrandi par l’architecte Michel-Ange Dal Gabbio. Ses plans reflètent une influence italienne (escaliers avec rampe sur rampe, fronton triangulaire…) et française (enfilades, alcôves…). En 1810, le château est la propriété du vicomte De Becdelièvre (originaire du Puy-en-Velay et de Bretagne) et reste dans la famille jusqu'en 2019. Le château, les communs et les bâtiments annexes sont inscrits à l’inventaire supplémentaire des Monuments Historiques depuis le 11 mai 2004.
- Les Jacquemarts de l'église Notre-Dame de Feurs, exposés au Musée de Feurs. Ce couple d'automates, qui jadis sonnaient les cloches toutes les heures, a été daté de la fin du XVe siècle ou du début du XVIe siècle. Après avoir survécu à la Révolution, ils ont été restaurés et installés en même temps que l'horloge, en 1861-1862 à la place que nous connaissons aujourd'hui, c'est-à-dire sur la façade du clocher. Ces deux statues en bois polychrome, hautes d'environ 1,30 mètre, ont été restaurés en 1981-1982 par un artisan forézien, avant d'être protégés à la suite de leur inscription au titre des Monuments Historiques. Leur état de fragilité est tel que cela a entrainé leurs remplacements (en 1983) par des reproductions en résine que l’on voit actuellement sur l’église.

### Personnalités liées à la commune
- Joseph-Guichard Du Verney (1648-1730), anatomiste né à Feurs.
- Jacques Regnier (1753-1803), homme politique, juge, né à Feurs.
- La famille Gaudin, seigneur de Feurs, dont Claude-Émile Gaudin (1768-?), homme politique français.
- Michel Combes (1787-1837), colonel napoléonien né à Feurs.
- Auguste Broutin (1811-1888), notaire, archiviste, historien et maire de la ville de 1855 à 1865.
- Jean Constanciel (1829-après 1877), sculpteur.
- Victor Champier (1851-1929), critique d'art, promoteur des arts décoratifs et de leur enseignement, né à Feurs.
- Joseph Ory (1852-1921), vétérinaire, deux fois maire de la ville, député, officier du Mérite agricole, né et mort à Feurs.
- Henri Berthelot (1861-1931), général, réorganisateur de l'armée roumaine, né à Feurs.
- Antoine Drivet (1863-1946), conseiller général, député et sénateur de la Loire, maire de Feurs où il est mort.
- Antoine Deschavannes (1863-1931), journaliste, né à Feurs.
- Geoffroy Guichard (1867-1940), fondateur du groupe Casino né à Feurs.
- Georges Guichard (1868-1955), industriel, érudit et mécène, frère de Geoffroy, né et mort à Feurs.
- Henry Corsin (1881-1954), homme politique né à Feurs.
- René Colin (1903-1993), homme politique mort à Feurs.
- Philippe Artias (1912-2002), peintre, élève et ami de Picasso, né à Feurs.
- Marguerite Gonon, (1914-1996), historienne et résistante décédée à Feurs.
- Roger Forissier (1924-2003), peintre et graveur né à Feurs.
- François Wicart (1926-2015), footballeur et entraîneur français, est mort à Feurs.
- Alain Meilland (1948-2017), comédien, chanteur, cofondateur du Printemps de Bourges, né à Feurs.
- Didier Tholot (1964- ), footballeur né à Feurs.
- Gilles Porte (1965- ), réalisateur, scénariste, directeur de la photographie, a grandi à Feurs.
- Xavier Delarue (1977- ), basketteur qui joua deux saisons à Feurs.
- Franck Montagny (1978- ), pilote de Formule 1, né à Feurs.
- Benjamin Roffet (1981- ), sommelier, meilleur sommelier de France 2011 et meilleur ouvrier de France 2011, né à Feurs.

### Blasonnement
| Blason de Feurs | Blason  | D'or au pot à feu de sable vomissant des flammes de gueules.                  |
| Blason de Feurs | Détails | Devise: « forum segusaviorum ».                                               |
| Blason de Feurs | Alias   | D'or au chevron d'azur chargé d'une merlette d'argent.(Attribué par D'Hozier) |

## Pour approfondir